# Revolta dels angelets de la terra
Els Angelets de la Terra és el nom que reberen els pagesos del comtat de Rosselló que van aixecar-se contra l'ocupació francesa de la Catalunya del Nord, episodi que es coneix com a Revolta dels Angelets. El detonant de la revolta fou una insurrecció de la pagesia nord-catalana entre els anys 1667 i 1675 en contra de la gabella de la sal (un impost sobre la sal imposat pels francesos el 1661).
Aquest fet, contrari a les constitucions catalanes tradicionals als comtats de Rosselló i Cerdanya, provocà la revolta dels Angelets, la qual es va estendre sobretot al Vallespir, però també es feu sentir al Conflent i el Rosselló.
Sembla que el nom d'"Angelets de la Terra" vindria pel fet que apareixien de cop i volta, com els àngels. Altres versions vinculen l'origen del nom a l'arcàngel Sant Miquel, patró dels paraires de Prats de Molló.

## Antecedents
El 7 de novembre del 1659, a conseqüència de la guerra dels Segadors, les monarquies hispànica i francesa signaren el Tractat dels Pirineus, que significà el repartiment de Catalunya entre els dos sobirans. La resistència a l'ocupació francesa de la Catalunya Nord començà ja el març de 1661. Van ser ajusticiats un veguer, amb el notari i el criat que l'acompanyaven, implantant-se tot seguit un impost a la comarca per a pagar el sometent francès.
La gens popular decisió del monarca francès de confiscar l'impost de la sal provocà la revolta. Aquests diners havien de servir per al pagament de les despeses de les places fortes i dels sous dels funcionaris francesos. La confiscació de l'impost de la sal per part de França fou considerada un atemptat contra el jurament reial de respectar els privilegis de la capital del Rosselló, que cobrava una quantitat molt insignificant pel seu control. Els cònsols de Perpinyà protestaren, però una decisió del Consell Sobirà desestimà aquell acord municipal i imposà la voluntat de París.
Els pagesos necessitaven la sal per al bestiar, i un cop apujat el preu desmesuradament es negaren a pagar-lo i es rebel·laren. Els Angelets actuaren sobretot entre 1666 i 1675 com a autèntiques guerrilles contra les tropes franceses i sobretot contra els funcionaris de la gabella de la sal, que dificultaven la gestió dels contrabandistes de la sal.

## La primera revolta (1667-1668)

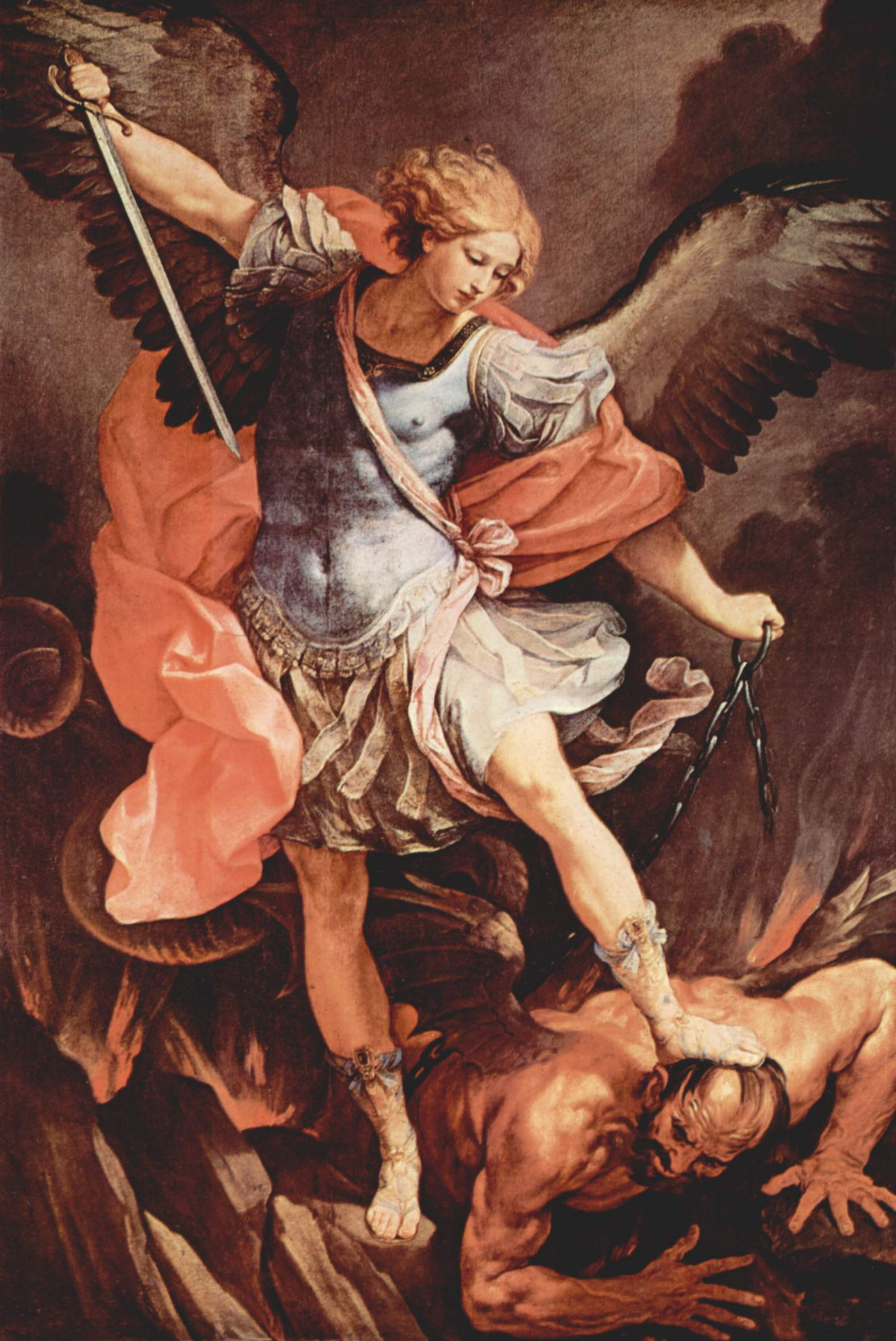
No és clar per què els revoltats foren anomenats angelets. Una explicació possible era el convenciment popular que els àngels eren bons coneixedors de les muntanyes. A més a més l'arcàngel Sant Miquel era el patró dels miquelets i dels paraires a Prats de Molló, fet que donà un to sagrat a una revolta que clamava per les llibertats amb el crit patriòtic de "Visca la terra!".

Josep de la Trinxeria, un pagès de la important vila de Prats de Molló, es declarà en rebel·lia contra els ocupants francesos i fou un dels caps dels revoltats. Damià Nohell, conegut per ser el fill del batlle de Serrallonga, i Joan Miquel Mestre de Vallestàvia, dit l'Hereu Just del Vallestàvia, foren alguns dels lloctinents d'en Trinxeria.
La seva guerrilla es va escampar per la comarca del Vallespir, amagats sobretot als pobles de Serrallonga i Montferrer el 1667. L'any següent atacaren l'hostal dels Banys on s'allotjaven els gabellots (malnom dels funcionaris que recaptaven la gabella). També tingueren assetjat dins l'església de Sant Llorenç de Cerdans un sotsveguer dit Maniel. Com a resposta el president del Consell Sobirà, Francesc de Segarra, va enviar-hi una dura expedició de càstig de 300 soldats, i el mes de juliol va oferir una recompensa de cent doblers d'or a qui detingués els resistents. L'expedició, però, fou derrotada al pas del Llop el setembre del 1668 i hagué de recular a Arles. Bons coneixedors del territori, les guerrilles perjudicaren greument les tropes franceses durant aquests anys perseguint i eliminant un bon nombre de cobradors de l'impost de la sal.
Finalment les autoritats de la gabella van pactar la fi de les hostilitats en 24 d'abril de 1669 i el contraban a canvi de permetre la venda de la sal a un preu més baix als municipis del Vallespir. Per aquest pacte, anomenat el compromís de Ceret, els guardes de la sal no farien més inspeccions i s'entendrien amb els "consells" de cada poble per a la venda de la sal.

## La segona revolta (1670-1674)
En ser un dels caps de la revolta Joan Miquel Mestre va exigir el mateix tracte tot i ser de Vallestàvia, al Conflent. Fou arrestat per atzar el 22 de gener del 1670 pel governador de Prats de Molló, fet que generà la revolta dels veïns de la població que prengueren la seva dona i els fills com a ostatges. Aquests foren bescanviats per l'Hereu Just, el qual d'aquesta manera va poder escapar.
En aquell moment la revolta no només va recomençar sinó que fou molt més crua i les lluites tingueren lloc a tot el Vallespir: El 27 de febrer de 1670 els miquelets o angelets s'apoderaren d'Arles matant-ne al batlle. Poc després assetjaren la capital, Ceret, entre els dies 31 de març i 2 d'abril. A partir de llavors els francesos van enviar un gran exèrcit de 4.000 soldats a les muntanyes que separen el Conflent i el Vallespir per atacar a aquesta última comarca per la rereguarda, evitant així ser un blanc fàcil a través de la carretera de la vall. El 5 de maig venceren finalment els angelets al coll de la Regina, ja que la tècnica guerrillera no podia fer front a un exèrcit complet en una batalla oberta. Alguns van refugiar-se al Principat i d'altres s'amagaren a les muntanyes.
Les hostilitats s'allargaren encara durant uns anys, essent importants durant la guerra entre França i Holanda entre 1672-1678. La lluita va agafar un caràcter d'aixecament antifrancès i així els angelets col·laboraren amb la monarquia hispànica (1673) i intervingueren en la fallida conspiració de Vilafranca de Conflent per iniciar la reunificació dels Comtats a Catalunya el dissabte de glòria del 1674. La conspiració fou descoberta i el seu líder, Manuel Descatllar i Dessoler, fou detingut i traslladat a Perpinyà, reconeixent tots els seus actes sota una terriblement tortura, i executat a la plaça de la Llotja el 2 d'abril de 1674. En canvi el seu company Francesc Puig i Terrats va ser condemnat a mort i degollat en públic davant mateix de casa seva, i després esquarterat i exhibit a la porta de la vila.
Finalment la comarca fou envaïda per les tropes reials i la repressió va atènyer tota la població: empresonaments, condemnes a galeres, execucions, confiscació de béns, multes radicals als municipis (la de Prats de Molló fou de 3.500 lliures, la de Sant Llorenç de 1.600...). La revolta es considera finalitzada el 1675. Els odis i el cost de la repressió arribaren a tal punt que el monarca francès va intentar bescanviar els Comtats nordcatalans per Flandes, però el rei espanyol s'hi negà. Amb el Tractat de Nimega de 1678 França renuncià al canvi la qual cosa feu que s'extingís totalment la revolta.

## Homenatges
- Angelets de la Terra és també en l'actualitat el nom d'una associació per a promoure la cultura catalana a la Catalunya Nord,[10] a més d'una doble penya de rugby: dels Dragons Catalans (pel rugbi a 13) i de la Unió Esportiva Arlequins de Perpinyà (USAP) (rugbi a 15).
- Els Angelets del Vallespir són una colla castellera de Sant Joan de Pladecorts, al Vallespir.